# Macroscelides flavicaudatus
Macroscelides flavicaudatus é uma espécie de musaranho-elefante da família Macroscelididae encontrado no deserto do Namibe no centro e sul da Namíbia.

## Descoberta e identificação
Macroscelides flavicaudatus foi primeiramente descrito por Lundholm como Macroscelides proboscideus flavicaudatus, uma subespécie do Macroscelides proboscideus, e foi a única subespécie coletada por Corbet e Hanks sobre a revisão da taxonomia do gênero Macroscelides, que descartou a variação entre todas as nove subespécies anteriormente reivindicadas. Após a análise genética e morfológica, Dumbacher et al. descobriu que as duas subespécies eram significativamente divergentes, e propôs elevar os dois ao nível de espécie.